# Tseetseevlieg
Tseetseevlieg is een algemene aanduiding voor een aantal vliegen uit het geslacht Glossina, die zich met bloed voeden. Ze komen voor in Afrika. Hun betekenis is vooral gelegen in hun rol als vector (overbrenger) van verschillende vormen van trypanosomiasis bij mensen en bij vee. Deze parasieten veroorzaken bij de mens de gevreesde slaapziekte, bij vee een ziekte die nagana heet.

## Beschrijving en levenscyclus
Over de tseetseevlieg is veel bekend; ze zijn om hun economisch en medisch belang zeer grondig bestudeerd. Ze kunnen in het laboratorium goed worden gekweekt en zijn zo groot dat ze makkelijk te hanteren zijn. In de natuur komen drie vormen voor: derde larvestadium, pop, en volwassen vlieg.
De vlieg is relatief groot: 0,5 tot 1,5 cm. Ze heeft een karakteristieke habitus (lichaamsvorm) zodat ze zonder veel moeite van andere soorten vliegen te onderscheiden is. De kop is groot, de ogen zijn duidelijk van elkaar gescheiden. De antennes hebben een ongewone vorm. De thorax is groot, en het abdomen breed en korter dan de vleugels. Vier kenmerken zijn diagnostisch:
| 1. De typische steeksnuit, die onderaan de kop vast zit en naar voren steekt.                                                                       | kop met steeksnuit                      |
| 2. De vleugels zijn in rust geheel over elkaar gevouwen.                                                                                            | Vlieg met over elkaar gevouwen vleugels |
| 3. In de vleugeladering bevindt zich midden in de vleugel een cel die de vorm heeft van een hakmes ('hatchet') met de steel naar de thorax wijzend. | hakmes-cel in vleugeladering            |
| 4. De arista (een speciale, lange haar die sommige diptera vertonen op de antenne) heeft zelf weer zijharen.                                        | foto en diagram van haren op arista     |

De inwendige bouw is vrij typisch voor vliegen; de krop is zeer rekbaar om een grote bloedmaaltijd te kunnen bevatten; de baarmoeder is eveneens erg rekbaar om tegen het eind van de zwangerschap een larve in het derde stadium te kunnen bevatten.
Tseetseevliegen zijn erg taai en niet eenvoudig door een tik met een vliegenmepper te doden.
Wellicht door hun voedingsgewoonten hebben tseetseevliegen een ongebruikelijke levenscyclus. Er wordt slechts één ei per keer bevrucht, dat dan binnen in het lichaam uitkomt en de eerste twee larvestadia in het lichaam van de moeder doormaakt. Dit heet adenotrofe levendbarendheid. Het vrouwtje voedt de larve in haar lichaam door het afscheiden van een melk-achtige substantie die wordt afgescheiden door een klier in de baarmoeder. Ze komen dus ter wereld als larve (made) in het derde stadium. Omdat deze larven zich vrijwel meteen verpoppen wordt deze toestand buiten het laboratorium eigenlijk niet waargenomen. Na de verpopping zien ze eruit als stevige, ovale kokertjes, iets minder dan een cm lang, met twee kenmerkende donkere lobben aan een uiteinde. Het popstadium duurt 20 tot 30 dagen, en de larve teert hierbij op de van de moeder meegekregen reserves. De gehele ontwikkeling tot aan de volwassenheid van de vlieg hangt dus af van de voeding door de bloedmaaltijden van de moeder.
De vlieg plant zich dus relatief langzaam voort; de enkele jongen die ze krijgen zijn echter al na korte tijd volwassen en in staat om zich voort te planten.

## Metabolisme
De vlieg haalt de meeste energie uit het metaboliseren van de aminozuren proline en alanine, hierdoor kunnen ze zeer snel vliegen, maar dit slechts zeer kort (minder dan een minuut) volhouden. Ze hebben gespecialiseerde cellen die een bacteriële endosymbiont bevatten die nodig is voor hun overleving.

## Systematiek
Er zijn circa 34 soorten en ondersoorten in het geslacht Glossina.

## Overbrenger van ziekten
Trypanosomen kunnen worden overgebracht op twee manieren: direct, door kort na elkaar twee gastheren te bijten en bij de tweede gastheer wat bloed in de wond terug te geven, en indirect, door trypanosomen op te nemen, waarna deze zich in de vlieg een aantal generaties vermenigvuldigen en soms een andere uiterlijke vorm aannemen, en dan bij een nieuwe beet weer in de wond te komen. Beide vormen zijn mogelijk; hoe het in de praktijk meestal gaat is onzeker. Een geïnfecteerde tseetseevlieg blijft dit waarschijnlijk levenslang; maar een jonge tseetseevlieg komt onbesmet ter wereld, zodat de besmetting alleen in stand blijft door een geïnfecteerd reservoir van gewervelde dieren.
De vliegen brengen verschillende ziekten over. De slaapziekte is zo gevaarlijk dat in gebieden waar deze ziekte veel voorkomt eeuwenlang nauwelijks mensen en vee konden wonen. Sommigen zijn van mening dat dit de voornaamste reden is dat in sommige delen van Afrika nog veel ongerepte natuur bestaat. Na in de jaren 60 bijna te zijn uitgeroeid, vooral door selectief gebruik van DDT op de juiste plaatsen om de vliegen te doden, is de ziekte weer aanzienlijk opgekomen.
| Ziekte                      | Soort waarbij                                                                                             | Trypanosoma typen     | Voorkomen   | Glossina vectors |
| --------------------------- | --- | --------------------- | ----------- | --- |
| Slaapziekte Chronische vorm | Mens | T. brucei gambiense   | West-Afrika | G. palpalis G. tachinoides G. fuscipes G. morsitans                                                                               |
| Slaapziekte Acute vorm      | Mens | T. brucei rhodesiense | Oost-Afrika | G. morsitans G. swynnertoni G. pallidipes G. fuscipes                                                                             |
| Nagana Acute vorm           | Antilopen rundvee kamelen paarden                                                                         | T. brucei brucei      | Afrika      | G. morsitans G. swynnertoni G. pallidipes G. palpalis G. tachinoides G. fuscipes                                                  |
| Nagana Chronische vorm      | Rundvee Kamelen Paarden                                                                                   | T. congolense         | Afrika      | G. palpalis G. morsitans G. austeni G. swynnertoni G. pallidipes G. longipalpis G. tachinoides G. brevipalpis                     |
| Nagana Acute vorm           | Tamme varkens Rundvee Kamelen Paarden                                                                     | T. simiae             | Afrika      | G. palpalis G. fuscipes G. morsitans G. tachinoides G. longipalpis G. fusca G. abaniformis G. brevipalpis G. vanhoofi G. austeni  |
| Nagana Acute vorm           | Rundvee Kamelen Paarden                                                                                   | T. vivax              | Afrika      | G. morsitans G. palpalis G. tachinoides G. swynnertoni G. pallidipes G. austeni G. vanhoofi G. longipalpis                        |
| Surra Chronische vorm       | Tamme varkens Knobbelzwijnen (Phacochoerus aethiopicus) Bosvarkens Potamochoerus spp.) (Hylochoerus spp.) | T. suis               | Afrika      | G. palpalis G. fuscipes G. morsitans G. tachinoides G. longipalpis G. fusca G. tabaniformis G. brevipalpis G. vanhoofi G. austeni |

Fossiele tseetseevliegen met hedendaagse kenmerken zijn al gevonden in de fossielbevattende lagen in Florissant, Colorado, die ca. 34 miljoen jaar oud zijn.